# John Bowlby
Edward John Mostyn Bowlby (født 26. februar 1907, død 2. september 1990) var en britisk psykolog, psykiater, og psykoanalytiker, kendt for sin interesse i børns udvikling og for sit banebrydende arbejde i tilknytningsteori.

## Biografi
Bowlby blev født i London i den øvre middelklasse. Han var nummer fire af seks børn og blev opdraget af en barnepige på en måde der var typisk for den engelske middelklasse i den periode. Hans far, Sir Anthony Alfred Bowlby, var kirurg med tilknytning til det engelske kongehus. Der skete det tragiske at da Bowlby var 5, blev Sir Anthony far, Thomas William Bowlby, dræbt, mens han tjente som krigskorrespondent i Anden opiumskrig.
Normalt så Bowlby kun sin mor en time om dagen efter tetid. Ligesom mange andre mødre i hendes sociale klasse mente hun, at forældrenes opmærksomhed og kærlighed ville føre til farlig ødelæggelse af børnene. Bowlby var så heldig, at barnepigen i hans familie var der under hele hans barndom. Da Bowlby var næsten fire år, forlod hans elskede barnepige, som faktisk var hans primære omsorgsperson i de tidlige år, familien. Senere beskrev han det som lige så tragisk som tabet af en mor. Dette tidlige tab af Bowlbys "mor-figur" bidrager til hans interesse senere i livet, for det der nu er kendt som tilknytningsteori.
I en alder af syv blev han sendt på kostskole, som det på den tid var almindeligt for drenge med hans sociale status. I sin bog fra 1973, Separation: Anxiety and Anger, afslørede han, at han anså det for en forfærdelig tid. Han sagde senere: "Jeg ville ikke sende en hund på syv år væk på kostskole". Imidlertid havde Bowlby dog tidligere betragtet kostskoler som passende for børn fra otte år.
I 1951 skrev han: "Hvis barnet er utilpasset, kan det være gavnligt, i en del af året at være væk fra de spændinger der gav det vanskeligheder. Det samme gælder, hvis hjemmet er dårligt på andre måder. Kostskolen har den fordel at bevare barnets altafgørende bånd til hjemmet, eventuelt i lidt svækket form, og da det er en del af det almindelige sociale mønster i de fleste vestlige samfund i dag [1951], vil et barn, der går på kostskole ikke føle sig anderledes. Ved at aflaste børnenes forældre i en del af året, vil det være muligt for nogle af dem at udvikle en mere positiv holdning over for deres børn i resten."
Han giftede sig med Ursula Longstaff, datter af en kirurg, den 16. april 1938, og de fik fire børn, herunder Sir Richard Bowlby der efterfulgte sin onkel som tredje Baronet.
Bowlby døde i sit sommerhus på Isle of Skye, Skotland. Blandt hans levende slægtninge er den moderne britisk journalist Chris Bowlby.

## Teori
Bowlby udviklede tilknytningsteorien, der beskæftiger sig med børns stærke emotionelle bånd til deres primære omsorgsperson(er). Tilknytningsteori beskriver behovet for tilknytning som et basalt, evolutionært udviklet behov, der sikrer, at et barn opholder sig tæt på sine forældre.
Bowlbys tilknytningsteori drejer sig om det fundamentale behov for mennesker, især spædbørn, for at udvikle og opretholde nære, følelsesmæssige bånd til omsorgspersoner. Han mente, at tilknytning er en biologisk baseret og medfødt tilbøjelighed.
Bowlby introducerede begrebet "indre arbejdsmodeller" for at beskrive de mentale repræsentationer, som børn udvikler af deres omsorgspersoner og relationer. Disse indre arbejdsmodeller påvirker senere relationer og danner grundlaget for forventninger til sociale interaktioner.
En central idé i tilknytningsteorien er konceptet om den "sikre base". En tryg tilknytning til omsorgspersonen giver barnet en sikker base at udforske verden fra og vende tilbage til i perioder med usikkerhed eller frygt?
Bowlby identificerede specifikke adfærdsmønstre, som børn udviser for at opretholde nærheden til omsorgspersoner. Disse inkluderer at græde, klynke, søge fysisk kontakt og udvise adfærd for at tiltrække opmærksomhed.
Tilknytning anses også for at spille en central rolle i udviklingen af barnets evne til følelsesmæssig regulering. Gennem tilknytning lærer barnet at regulere sine følelser ved at modtage støtte og trøst fra omsorgspersonen.
Bowlby mente, at den tidlige barndom udgjorde en afgørende periode for udviklingen af tilknytning. Han identificerede en kritisk periode, hvor fraværet af en sikker tilknytning kunne have varige konsekvenser for den følelsesmæssige udvikling.

## I Danmark
John Bowlbys tilknytningsteori har haft betydelig indflydelse i Danmark, især inden for områder som pædagogik, psykologi, socialt arbejde og psykoterapi. Flere af Bowlbys bøger er oversat til dansk.
Bowlbys tilknytningsteori har haft stor betydning for pædagogisk praksis i Danmark, især inden for tidlig barndomspædagogik. Pædagoger og lærere anvender teorien til at forstå børns adfærd, støtte deres følelsesmæssige udvikling og skabe trygge miljøer, der fremmer sikre tilknytninger.
Inden for psykoterapi og psykologisk praksis i Danmark har Bowlbys tilknytningsteori haft indflydelse på terapeutisk tilgang, især når det kommer til arbejde med individuelle og familiemæssige relationer. Tilknytningsteorien anvendes som et referenceramme i forståelsen af klienters følelsesmæssige liv og relationelle mønstre.